# Philipp Grubauer
Philipp Grubauer, född 25 november 1991, är en tysk professionell ishockeymålvakt som spelar för Seattle Kraken i NHL.

## Spelarkarriär

### NHL

#### Washington Capitals
Han draftades i fjärde rundan i 2010 års draft av Washington Capitals som 112:e spelare totalt.
6 juli 2017 skrev han som free agent på ett nytt ettårskontrakt med Capitals, värt 1,5 miljon dollar.

#### Colorado Avalanche
Den 22 juni 2018 blev han, under NHL-draften, tradad till Colorado Avalanche tillsammans med Brooks Orpik, i utbyte mot ett draftval i andra rundan 2018. Dagen efter skrev han på ett treårskontrakt med klubben till ett värde av 10 miljoner dollar.